# 동주열국지
동주열국지(東周列國志)는 중국의 역사소설로, 서주말부터 진의 천하통일까지의 춘추전국시대의 역사를 다룬다. 명나라의 문장가 풍몽룡이 민간에 전해져오던 판본을 개작하여 현재의 형태로 완성하였다.

## 한국어 번역
대한민국에서는 김구용의 '동주 열국지'와 고우영이 그린 '만화 열국지'가 유명하다. 2015년 김영문이 기존 '열국지' 번역본의 오류를 바로잡고, 삽화를 넣은 새 완역본을 출간했다.

## 같이 보기
- 수호지
- 삼국지

## 관련 문헌
- 열국지 전10권 세트 이수광 | 대산출판사 | 2008.07.21
- 열국지 세트 - 전6권 고우영 | 자음과모음 | 2008.07.21
- 동주열국지 세트 전6권(동주열국지 사전 포함) 김영문 옮김| 글항아리 | 2015.06.22

국내 번역 중에서는 글항아리에서 출판한 삼국지연의, 열국지가 번역의 질이 좋고 원문에 가장 가깝게 번역되었다 평가받는다.